# Bézenet
Bézenet település Franciaországban, Allier megyében. Lakosainak száma 917 fő (2022. január 1.). Bézenet Doyet, Louroux-de-Beaune, Montvicq, Saint-Bonnet-de-Four, Saint-Priest-en-Murat és Villefranche-d’Allier községekkel határos.

## Népesség
A település népességének változása:
| Lakosok száma | 973  | 1005 | 922  | 966  | 1006 | 1000 | 948  | 928  | 920  | 917  |
|               | 1968 | 1982 | 1990 | 2006 | 2013 | 2015 | 2017 | 2019 | 2020 | 2022 |